# Totul e bine când se termină cu bine
 Totul e bine când se termină cu bine  (în engleză,  All's Well That Ends Well ) este una din piesele de teatru ale lui William Shakespeare, categorizată atunci ca o comedie și publicată prima dată doar în prima ediție a operelor Marelui Bard, First Folio, în 1623, la șapte ani după moartea dramaturgului.
Piesa se găsește, în First Folio, în prima secțiune, cea a comediilor, la poziția a douăsprezecea (12 sau C 12). Subiect al mai multor discuții privind timpul scrierii sale, piesa fost probabil scrisă în intervalul dintre anii 1598 si 1605.
Mai puțin cunoscută, decât majoritatea comediilor Bardului din Avon, această scriitură este considerată una dintre piesele-problemă ale lui Shakespeare, în special datorită ridicării a unor probleme etice complexe, care implică rezolvări mult mai mult sofisticate decât soluțiile simpliste, clișeistice ale epocii. Implicit, datorită acestor probleme complexe, piesa prezintă clare dificultăți în a fi categorizată după gen, în ciuda plasării sale în ediția First Folio, care o plasa în rândul comediilor.
O a doua sesizabilă problemă este cum decurge intriga piesei, care se referă la o servitoare, Helena, și iubirea ei pentru Lordul Bertram, un tânăr nobil. Bertram, deși este obligat să se căsătorească cu Helena, refuză să-și „consume căsătoria.” Mai mult chiar, pleacă în Italia, unde o curtează pe Diana. Dar, Helena o întâlnește pe Diana și o convinge să efectueze „un schimb,” cunoscut ca trucul patului.

## Personaje
- Regele Franței
- Ducele de Florența
- Bertram, Conte de Roussillon
- Contesa de Roussillon, mama lui Bertram
- Lavatch, un claun din casa Contesei
- Helena, doamnă, protejată de Contesă
- Lafew, un domn în vârstă
- Parolles, un simpatizant al lui Bertram
- O doamnă văduvă din Florența, cu numele de familie de Capilet
- Diana, fiica văduvei
- Însoțitorul Contesa de Roussillon
- Violenta (personaj inutil sau personaj fantomă) și Mariana, vecine și prietene ale văduvei
- un paj
- soldați, servitori, domni, doamne, curteni

## Sumar
Helena, o tânără născută într-o familie onorabilă, dar crescută și aflată în grija unei contese francezo-spaniolă, este îndrăgostită de fiul contesei, Bertram, care este indiferent față de ea. Bertram pleacă la Paris pentru a își înlocui decedatul său tată ca însoțitor al bolnavului Rege al Franței. Helena, fiica unui recent decedat doctor și ucenica acestuia, îl urmărește pe Bertram, pretinzând că ar fi venit la curtea Regelui pentru a își oferi serviciile sale de vindecătoare. Regele este sceptic, dar Helena garantează vindecarea monarhului contra vieții sale. Astfel, Helena afirmă că, dacă Regelui îi va merge mai rău sau chiar va muri, ea poate fi ucisă. În schimb, dacă îl va vindeca pe Rege, Helena își va putea alege orice bărbat de la Curte ca soț.
Regele este vindecat de tratamentul Helenei, care îl alege ca viitor soț pe Bertram, care o refuză, pretinzând că ar fi din cauza sărăciei ei, dar și datorită statutul ei social scăzut. Regele își ține promisiunea și îl forțează pe tânărul conte să se căsătorească cu Helena. Imediat după ceremonie, refuzând existența de facto a actului conjugal, Bertram refuză și încheierea acestuia, pleacând imediat la război, în Italia, fără măcar a-și săruta proaspăta soție. Pretinzând că ceremonia de căsătorie nici nu ar fi existat, Bertram afirmă că s-ar căsători cu Helena doar dacă aceasta ar avea un copil cu el și ar purta inelul familiei sale. Helena se reîntoarce la contesă, care o crescuse după moartea tatălui ei doctor, povestindu-i totul. Contesa este oripilată de comportamentul mizerabil al fiului ei și pretinde că Helena ar fi devenit astfel adevăratul său copil și nu Bertram.
În Italia, Bertram se dovedește a fi un războinic bun, dar și un mare seducător al unor femei locale, în special a fetelor virgine. Încurajată de mama contesă, Helena îl urmărește pe Beltram în Italia și se împrietenește cu Diana, o tânără virgină, pe care Bertram ar vrea să o cucerească. Cele două tinere femei aranjează ca Helena să ia locul Dianei în pat pentru o noapte de dragoste. În plus, Diana obține inelul lui Bertram prin schimbarea inelului Helenei (dar pretins a fi al Dianei) ca o „cimentare” a relației lor de „dragoste,” totul având funcție de logodnă. Astfel, fără ca Beltram să aibe cea mai vagă idee, Helena, ajunge atât să încheie (consume) căsnicia lor prin acel act sexual, cât și să se afle în posesia inelului tânărului conte.
Pentru „a ridica ștacheta,” Helena simulează propria sa moarte. Bertram, crezând că a scăpat de ea, revine acasă. Are o încercare de a se căsători cu fata unui lord local, dar Diana, încă lucrând „mână-în-mână” cu Helena, apare și rupe public angajamentul lor, care oricum era fals. Helena apare și explică povestea „trucului patului,” dar și al adevăratului schimb de inele, care avusese loc între ea și Beltram și nu între Diana și marele seducător. Astfel, absolut toate pretențiile lui Bertram fiind îndeplinite, acesta nu poate decât să recunoască tenacitatea extraordinară a adevăratei sale soții, Helena. Impresionat profund, își cere scuze și îi jură credință.
Astfel,  totul e bine când se termină cu bine .
De fapt, mai trebuie menționat și un subplot, referitor la Parolles, un asociat neloial al lui Bertram. Unii lorzi de la Curtea Regelui (Franței) caută să demonstreze falsitatea lui Parolles, un laș, în adevăratul sens, pe care Betram îl credea prieten adevărat și un om de onoare. Nu doar aceștia, dar și claunul Lafew, respectiv Mama Contesă, cred aceste lucruri despre Parolles. Pentru a demonstra impostura și lașitatea acestuia, acel grup de lorzi îl conving pe Parolles să treacă linia inamicului pentru a recupera o tobă, pe care acesta o lăsase acolo. Pe drum, deghizați în soldați inamici, îl „răpesc” pe Parolles, și, avându-l pe Beltram martor prezent la întâmplări, îl determină pe Parolles să își arate adevăratul caracter, trădându-și partea cu care lupta și împroșcându-l cu noroi pe Bertram.

## Surse

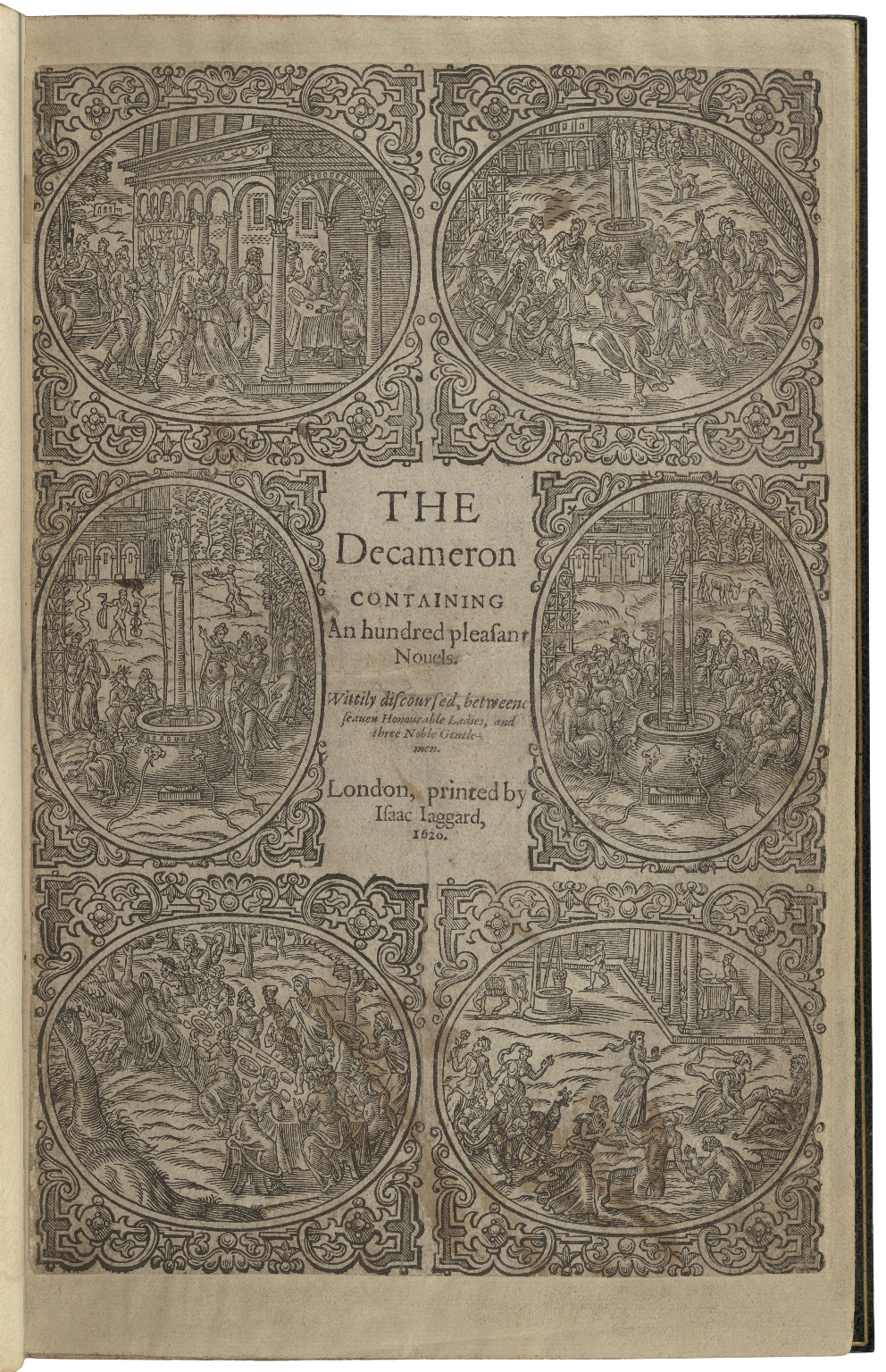
Un exemplar al cărții lui Boccaccio Decameronul conținând una suta de povestiri plăcute. Povestite cu har, printre doamne onorabile și trei domni nobili, tipograf Isaac Jaggard, în 1620.

## Titlu
Numele piesei vine de la proverbul „Totul e bine când se termină cu bine”, care înseamnă că totul se rezolvă, chiar dacă există dubii.